# Hindal Mirza
Abu'l-Nasir Muhammad Hindal Mirza (in persiano ابوالنصیر محمد‎; Kabul, 4 marzo 1519 – Nangarhar, 20 novembre 1551) è stato un principe indiano, figlio di Babur, primo imperatore Moghul.
Viceré di Badakhshan dall'età di dieci anni e noto per le sue doti guerriere, una volta adulto Hindal era considerato il candidato favorito alla successione dal consiglio imperiale, contro l'erede designato Humayun, nato dalla consorte principale Maham Begum. Tuttavia, alla fine Hindal scelse di giurare fedeltà a Humayun, in contrapposizione ai loro fratellastri Kamran e Askari, e gli fu fedele fino alla morte nel 1551. Cinque anni dopo, la sua unica figlia, Ruqaiya Sultan Begum, sposò Akbar, figlio di Humayun, che sarebbe divenuto imperatore a sua volta.

## Biografia
Hindal Mirza nacque il 4 marzo 1519 a Kabul, da Babur, futuro imperatore Moghul (1526) e dalla consorte Dildar Begum. Al momento della sua nascita, Babur era impegnato nella sua campagna di conquista in India e, quando ricevette notizia della nascita del bambino, ritenendola un segno di buona fortuna, ordinò che venisse chiamato Hindal, il cui significato è "conquistatore dell'India". Due anni dopo la sua nascita, fu tolto alla custodia di sua madre e affidato alla moglie principale di Babur, Maham Begum, alla quale erano morti quattro figli in tenera età e ne desiderava di nuovi. Alcuni anni dopo, anche la sorella minore di Hindal, Gulbadan, nata nel 1523, fu data a Maham. Separati dai loro altri fratelli, almeno due sorelle e un fratello morto infante, Hindal e Gulbadan crebbero molto vicini fra loro e a loro fratellastro Humayun, l'unico figlio di Maham sopravvissuto.  
Nel 1529, ad appena dieci anni, venne nominato viceré di Badakhshan. L'anno successivo, Babur morì e Humayun fu incoronato nuovo imperatore. Humayun si assicurò di mantenere i fratellastri ai margini dell'Impero, e assegnò quindi a Hindal il governatorato di Alwar, Mewat, Ghazni e Malwa. Dopo un breve momento di ribellione nel 1538, Hindal si ritirò a Badakhshan e giurò fedeltà a Humayun, il quale stava affrontando contemporaneamente le ribellioni dei suoi fratellastri Kamran e Askari e la guerra contro Sher Shah, che finì per detronizzarlo. Quando Humayun riconquistò l'India nel 1541, assegnò a Hindal terre pari a un terzo di essa.   
Il successo di Sher Shah incoraggiò altri signori locali ad attaccare le terre Moghul. Muhammad Sultan Mirza conquistò numerose città lungo la riva sinistra del Gange, in particolare Bilgram, Juanpur e Kannauj. Hindal marciò da Agra e riuscì a riprendere Kannauj, ritrovandosi però bloccato dall'assedio congiunto di Sher Shah e Muhammad e minacciato dall'arrivo di un terzo esercito, guidato da Ulugh Mirza, figlio di Muhammad. Hindal approfittò della riluttanza ad attaccarlo prima di avere a disposizione l'intero esercito e riuscì a trasferire tutto il suo esercito in una fortezza sopraelevata a circa dieci chilometri dalla città. Durante la battaglia, la posizione fu per loro un vantaggio, perché il vento soffiava polvere contro i ribelli e facilitò la loro vittoria. I ribelli, inseguiti da Hindal, fuggirono a Oudh, dove furono raggiunti, circa un mese dopo, dalla notizia della marcia di Humayun da Mandu su Agra. A quel punto Hindal sconfisse nuovamente i ribelli, che fuggirono a Kuch-Behar, e raggiunse Juanpur, dove si unì al fratello.    
Subito dopo, galvanizzato dal successo e spinto dai suoi consiglieri, si mosse verso Agra senza autorizzazione, dove prese possesso del palazzo imperiale e iniziò a dare ordini come se fosse seduto sul trono. A Humayun fu comunicato che suo fratello si era proclamato imperatore e, pur non credendoci, si mosse verso Agra dalla sua posizione in Bangladesh per chiedere spiegazioni. L'assenza sia di Humayun che di Hindal permise a Sher Shah e ai suoi alleati di prendere Benaras e Juanpur, tagliando i rifornimenti all'esercito di Humayun.     
Quando Humayun raggiunse Agra, espose a Hindal le gravi conseguenze del suo comportamento e gli ordinò di radunare l'esercito per attraversare il Jamna e radunare le forze nel Doab, dove confluirono anche le truppe di Yadgir Nasir Mirza, loro cugino e cognato.      
Tuttavia, Humayun aveva ormai perso il favore della maggior parte dei signori locali. In particolare, una delegazione di nobili bengalesi, che includeva Zahid Beg, Khusrau Beg Kokiltash e Haji Muhammad Baba Khushke contattarono Nuruddin Muhammad Mirza, cognato di Hindal in quanto marito di sua sorella Gulrang, e lui inoltrò a Hindal un loro messaggio in cui lo invitavano proclamarsi imperatore emettendo una khutba. Hindal inviò loro una risposta cortese ma ambigua tramite Muhammad Ghazi Taghai, al che la delegazione lo avvisò che, se Hindal non avesse preso il trono, avrebbero fatto la stessa proposta a Kamran, che non aveva mai nascosto le proprie ambizioni regali.      
A quel punto, Hindal fu fortemente tentato, ma proprio in quel momento fu raggiunto da Sheyk Bhul, un eminente religioso inviato da Humayun a controllare le intenzioni del fratello: abilmente manipolato, Hindal rinunciò alle proprie idee di ribellione e si preparò a inviare aiuti militari a Humayun. A ribaltare nuovamente la situazione fu l'arrivo dello stesso Nuruddin, che influenzò nuovamente il debole Hindal perché riprendesse contatto con gli emiri bengalesi e perché giustiziasse Bhul, cosa che Hindal fece con una falsa accusa di aver complottato con Sher Shah. L'esecuzione causò una ribellione contro Hindal, che partì in tutta fretta per assediare Dehli, lasciando campo libero a Kamran, che ne approfittò per conquistare tutta la regione e, quando marciò su Dehli, Hindal tornò ad Agra.       
Nell'estate 1541, Hindal premette su Humayun perché gli permettesse di conquistare la regione di Sehwan, governata da Hussein Shah. Inizialmente restio, alla fine il permesso fu concesso, più che altro per tenere occupato Hidal dal meditare altre ribellioni. Per sicurezza, Humayun seguì Hindal a Pater, sulla riva ovest dell'Indo. Qui, incontrò Hamida Banu Begum, figlia di un precettore di Hindal, e decise di sposarla. Questo causò in Hindal una reazione tanto feroce che sua sorella Gulbadan scrisse che lui e Hamida erano segretamente amanti. La madre di Hindal cercò di persuaderlo a scusarsi, ma lui rifiutò: offeso, Humayun prese con sé Hamida e ordinò a Hindal di togliere l'assedio e recarsi con lui in Afghanistan.       
Il 20 novembre 1451, Hindal e Humayun erano accampati a Nangarhar, quando vennero attaccati da Kamran. La battaglia, combattuta di notte, fu feroce ma confusionaria, con Hindal che difendeva la base dell'accampamento e Humayun accampato in una posizione più elevata. Alla fine la battaglia fu vinta dai lealisti e Kamran messo in fuga, ma all'alba il corpo di Hindal fu trovato fra i caduti. Humayun mandò due emissari a cercare notizie del fratello, dei quali uno, Abdal Wahab, fu colpito da una freccia dopo essere stato scambiato per un nemico, mentre l'altro, Mir Abdal Hai, tornò con la notizia della sua morte. Humayun si ritirò quindi nel suo padiglione per piangere il fratello. Il cadavere, vestito della sua armatura nera, fu recuperato da Khwaja Ibrahim, che lo descrisse come gravemente mutilato: gli mancava la mano destra, le dita della sinistra e il colpo mortale, dato di traverso sulla bocca, gli aveva spaccato la mandibola fin quasi a decapitarlo. Ibrahim protesse il corpo di Ibrahim durante la battaglia e alla fine lo consegnò a Humayun. Secondo le cronache, Hindal fu abbattuto da un soldato che non lo riconobbe, dal momento che, colto di sorpresa nel sonno, era armato solo di arco e frecce e senza guardie o servi, corsi a saldare i cavalli dal saccheggio: le sue armi furono poi consegnate a Kamran, che, riconoscendole, ordinò immediatamente il lutto.        
La salma fu portata prima a Juishahi e poi sepolta a Kabul, nei giardini di Babur. Le terre, le ricchezze e l'esercito di Hindal furono assegnati a suo nipote Akbar, figlio ed erede di Humayun, a cui fu anche promessa in sposa l'unica figlia di Hindal, la novenne Ruqaiya Sultan Begum.

## Matrimonio e discendenza
Nel 1537, ad Agra, sposò Sultanam Begum, figlia adottiva di sua zia Khanzada Begum. Khanzada, che combinò l'unione, organizzò per loro una festa di nozze definita "eccezionalmente ricca e stravagante", che divenne nota come "festa mistica", a cui presero parte tutte le personalità del continente. 
Hindal e Sultanam ebbero una figlia, Ruqaiya Sultan Begum (1542 - 1626), che nel 1556 sposò suo cugino Akbar, terzo imperatore Moghul, dopo essergli stata promessa in moglie a fine 1551, subito dopo la morte di suo padre. 

### Altre relazioni
Nel 1541, Humayun intavolò trattative per sposare Hamida Banu Begum, figlia di Shaikh Ali Akbar Jami, precettore di Hindal. Secondo Gulbadan Begum, sorella di Hindal, confidente di Hamida e autrice dell'Humayunnama, cronaca del regno di Humayun, Hindal e Hamida fecero tutto quel che era in loro potere per mandare a monte la cosa, perché innamorati l'uno dell'altra. Alla fine Hamida fu comunque obbligata a sposare Humayun e divenne madre del suo erede, Akbar, ma Gulbadan sottolinea come Hamida preferisse passare il suo tempo nel palazzo di Hindal o in quello della loro madre Dildar.